# آرنولد دارسی
آرنولد دارسی (انگلیسی: Arnold D'Arcy؛ زادهٔ ۱۳ ژانویهٔ ۱۹۳۳) بازیکن فوتبال اهل بریتانیا است.
از باشگاه‌هایی که در آن بازی کرده‌است می‌توان به باشگاه فوتبال ویگان اتلتیک، باشگاه فوتبال چلتنهام تاون، و باشگاه فوتبال سوئیندون تاون اشاره کرد.